# Coco Malabar
Pour les articles homonymes, voir Coco et Malabar.
 (avril 2017).
Coco Malabar, de son vrai nom Nicolas Tumba, est un auteur-compositeur-interprète et multi-instrumentiste né au Congo Kinshasa, et installé à Bruxelles, en Belgique, depuis 1990. Coco Malabar fonde le groupe homonyme en 1994.

## Biographie
Enfant, chaque dimanche, Nicolas Tumba chantait dans la chorale de l’église au sein de laquelle il s’est familiarisé avec la guitare, ses premiers accords et les premières harmonies. Son père écoutait beaucoup Myriam Makeba ; c'est la première chanteuse qui a bercé son enfance. Plus tard, il y a eu Fela ou encore le Grand Kallé, précurseur de la musique congolaise moderne. C’est, par la suite, la découverte du reggae qui l’a poussé à faire de la musique.

## Discographie
- 1997 : « Dienda », Contre Jour – Munich Records
- 2000 : Falmé (Caroline Prod.)

## Sources
- Top Afrique Guide n°5 - Interview (p.32-33)
- Une Autre Chanson n°71 - D'ailleurs et d'ici (p.19)
- Le Soir du lundi 23 mars 1998.
- Visa Permanent n°19 - Juillet août septembre 1998
- Planète Jeune n°34 - Août septembre 1998
- New Folk Sounds n°58 - Août septembre 1998
- Rif Raf Musiczine n° 97 - Juillet 1998
- Contre Jour Sprl - Edito
- Ilé Afrik (Magazine over muziek uit Afrika en Omstreken) - Oktober, November 1998
- World Music
- Edito - Centre Culturel de Dison